# Кастронуньйо
Кастронуньйо (ісп. Castronuño) — муніципалітет в Іспанії, у складі автономної спільноти Кастилія-і-Леон, у провінції Вальядолід. Населення — 991 особа (2010).
Муніципалітет розташований на відстані близько 170 км на північний захід від Мадрида, 55 км на південний захід від Вальядоліда.

## Демографія
Динаміка населення (INE ):

## Галерея зображень

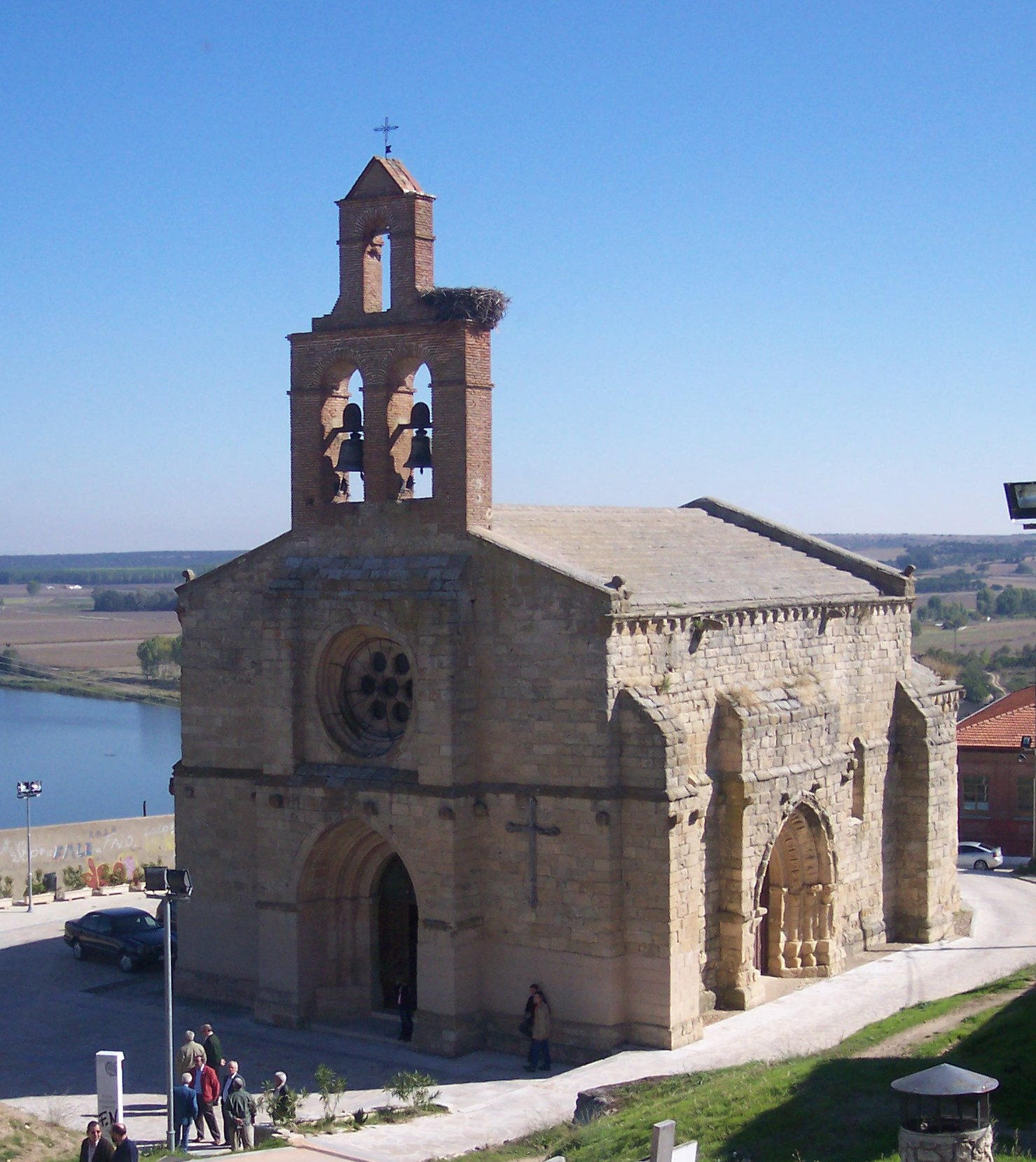
Парафіяльна церква Санта-Марія-дель-Кастильйо, Кастронуньйо